# دانبرووا ناد چارنان
دانبرووا ناد چارنان (به لهستانی:  Dąbrowa nad Czarną) یک روستا در لهستان است که در گمینا الکساندروو (استان ووتسکی) واقع شده‌است. دانبرووا ناد چارنان ۱۶۰ نفر جمعیت دارد.